# Gare de Buno - Gironville
La gare de Buno - Gironville est une gare ferroviaire française de la ligne de Villeneuve-Saint-Georges à Montargis, située sur le territoire de la commune de Buno-Bonnevaux, à proximité de Gironville-sur-Essonne, dans le département de l'Essonne en région Île-de-France.
C'est une halte voyageurs de la Société nationale des chemins de fer français (SNCF) desservie par les trains de la ligne D du RER. Elle se situe à une distance de 66,95 km de Paris-Gare-de-Lyon.

## Situation ferroviaire
Établie à 67 mètres d'altitude, la gare de Buno - Gironville est située au point kilométrique (PK) 66,953 de la ligne de Villeneuve-Saint-Georges à Montargis, entre les gares de Maisse et de Boigneville.

## Histoire

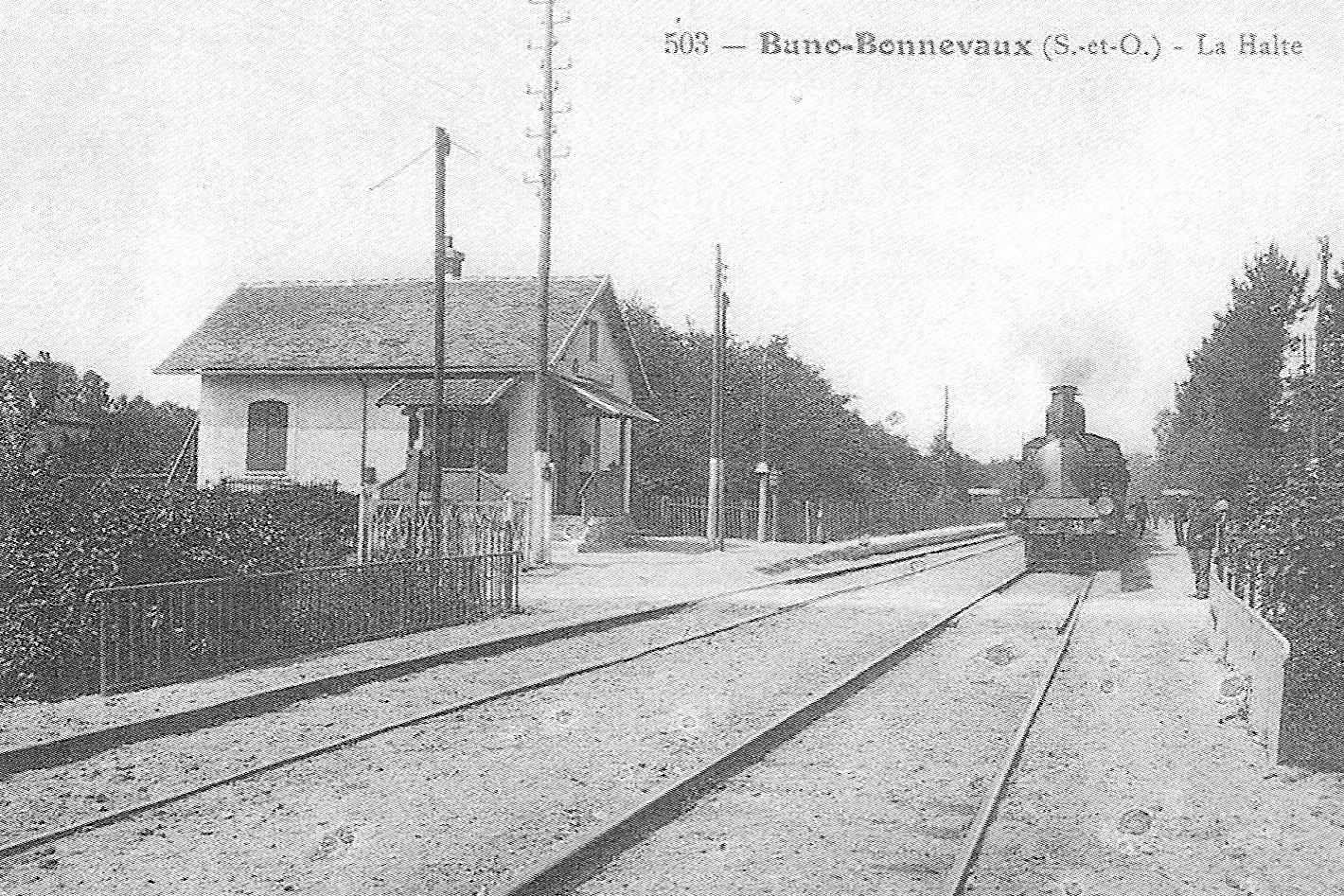
Vue de la gare au début du XXe siècle.

En 2016, selon les estimations de la SNCF, la fréquentation annuelle de la gare est de 64 800 voyageurs.

## Service des voyageurs

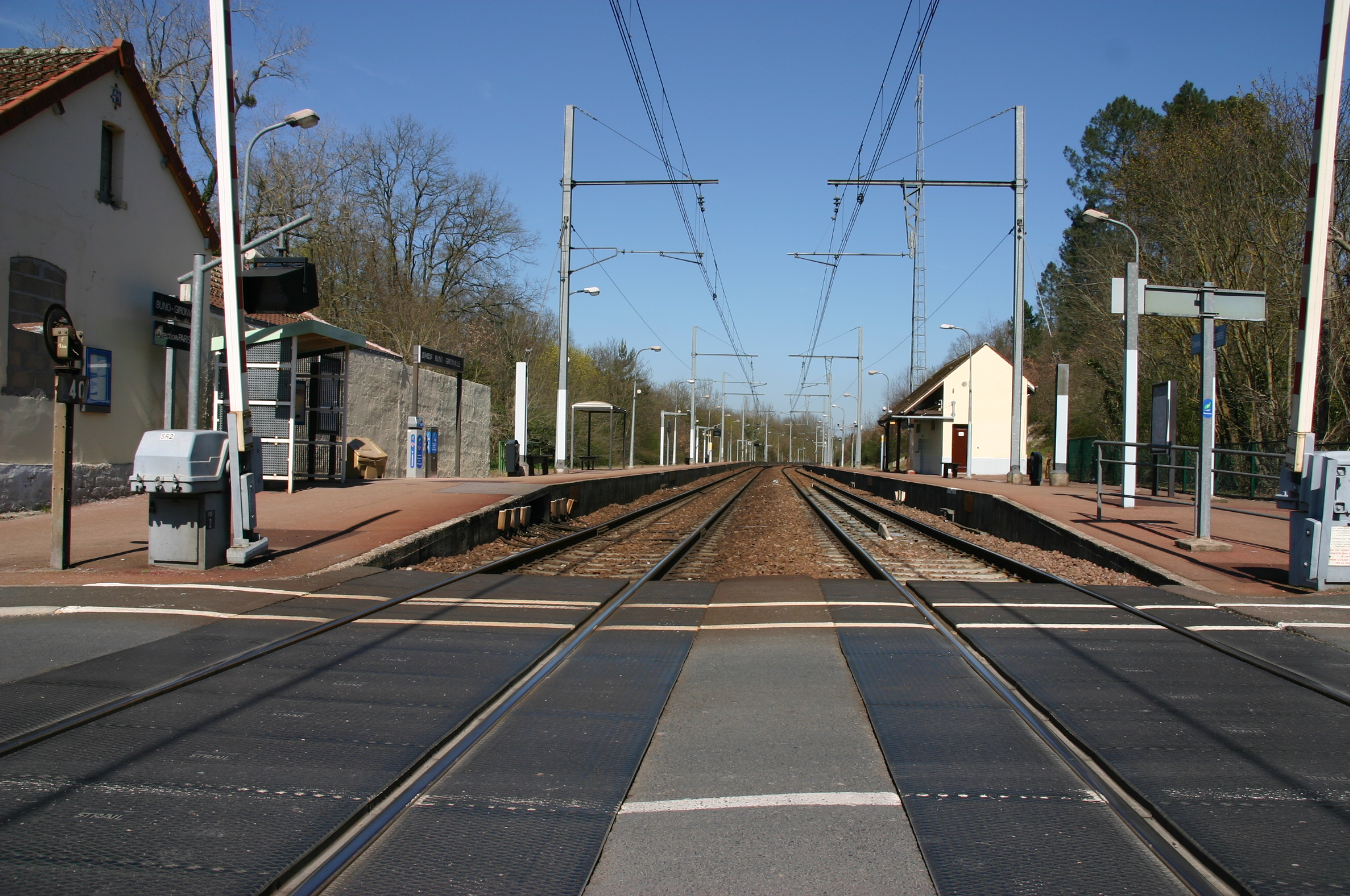
À gauche : voie 2 vers Corbeil. À droite : voie 1 vers Malesherbes.

### Accueil
Halte SNCF du réseau Transilien, elle offre un service minimum, avec notamment des panneaux d'information, un abri sur chaque quai, un automate pour la vente des titres de transport Transilien ainsi que le « système d'information sur les circulations des trains en temps réel ».

### Desserte
Buno - Gironville est desservie par les trains de la ligne D du RER.

### Intermodalité
La gare est desservie par les lignes 4342 et 4343 du réseau de bus Essonne Sud Est.